# Виера, Диего (парагвайский футболист)
Диего Франсиско Виера Руис Диас (исп. Diego Francisco Viera Ruiz Díaz; 30 апреля 1991, Асунсьон) — парагвайский футболист, защитник клуба «Либертад».

## Клубная карьера
Диего Виера начинал свою карьеру футболиста в парагвайском клубе «Серро Портеньо». 29 мая 2010 года он дебютировал в парагвайской Примере, выйдя на замену в самой концовке гостевой игры с «Рубио Нью». В середине 2011 года Виера перешёл в «Рубио Нью», а в 2012 году выступал за «Такуари». 1 сентября 2012 года Виера забил свой первый гол в рамках парагвайской Примеры, сравняв счёт в домашней игре с асунсьонской «Олимпией». В 2014 году он вернулся в «Серро Портеньо».
С начала 2015 года Диего Виера выступал за аргентинский «Годой-Крус». 19 февраля 2016 он забил свой первый гол в аргентинской Примере, открыв счёт в гостевом поединке против «Ривер Плейта».